# Neustädtische Gelehrtenschule

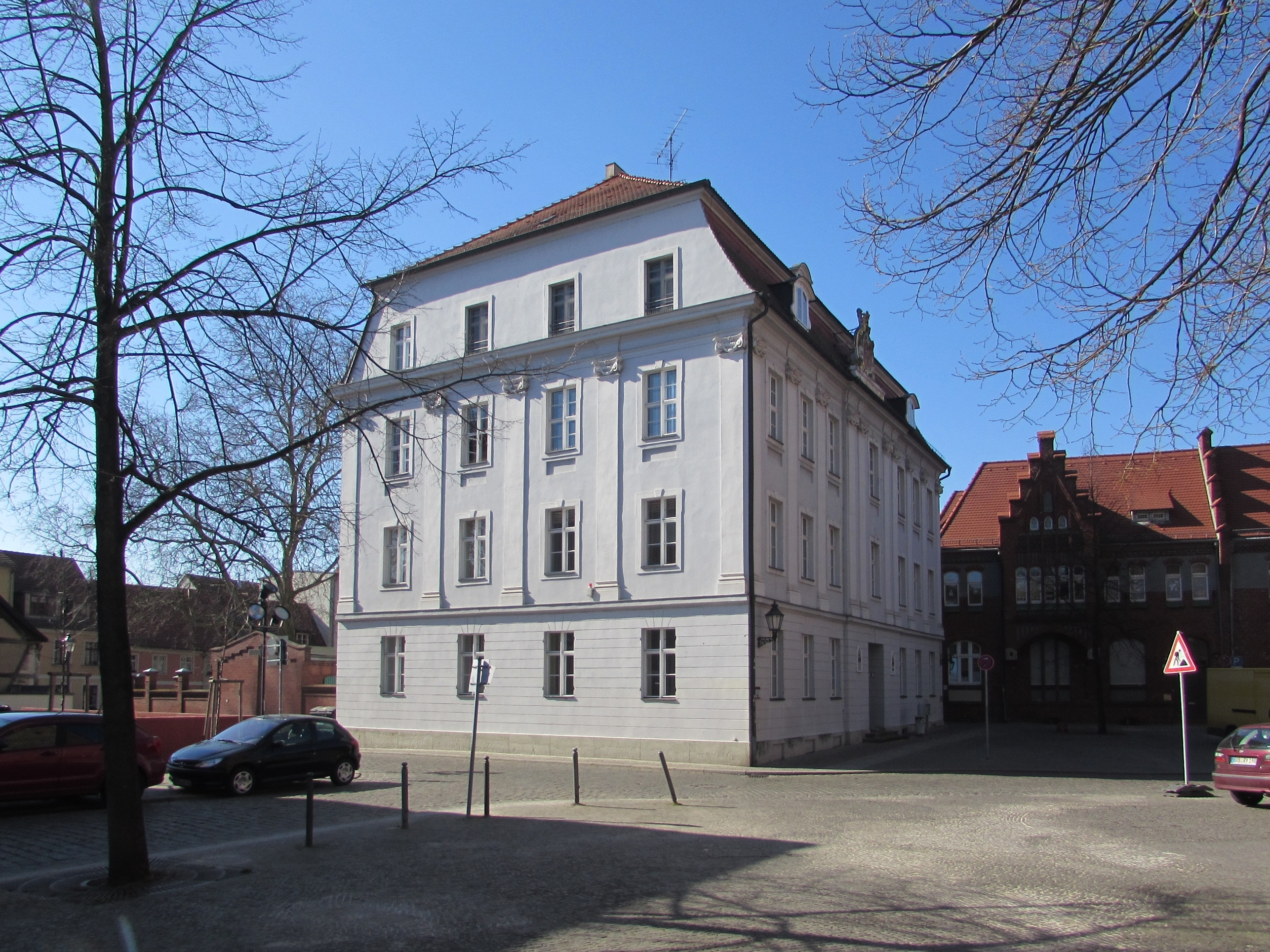
Das Schulgebäude von Osten

Die Neustädtische Gelehrtenschule ist ein ehemaliges Schulgebäude in der Stadt Brandenburg an der Havel mit der Adresse Katharinenkirchpatz 5. Sie ist als Baudenkmal ausgewiesen.

## Geschichte
Bereits im 14. Jahrhundert gab es am Katharinenkirchplatz in der Brandenburger Neustadt ein Schulbau. Eine erste direkte Erwähnung fand die Katharinenschule 1386, wobei ein Schulmeister jedoch schon spätestens seit 1330 überliefert ist. Die Katharinenschule stand unter dem Patronat des Rates der Neustadt. 1570 bis 1574 wurde an der Stelle der Katharinenschule ein Renaissanceneubau errichtet, der mit Zwerchhäusern und einem Treppenturm als eines der schönsten Schulhäuser der Mark Brandenburg galt. 1784 wurde der Bau abgerissen und 1796 bis 1797 auf dessen Grundmauern der Neubau der Gelehrtenschule errichtet.
Bereits 1797 erfolgte die Zusammenlegung der Neustädtischen Gelehrtenschule mit der Saldria am Gotthardtkirchplatz, der Gelehrtenschule der Altstadt. Die unteren Klassen wurden in der Altstadt, die oberen in der Neustadt unterrichtet. Ein Jahr später erklärte der preußische König Friedrich Wilhelm III. die Schule zu einem Gymnasium. Das Vereinigte Gymnasium der Alt- und Neustadt bestand bis 1817. In der Folge wieder eine selbstständige gymnasiale Einrichtung, kam es 1903 zur abermaligen Zusammenlegung. Das Gymnasium wurde der Saldria an deren 1867 bezogenem Schulbau am Salzhof angegliedert. Das Schulgebäude am Katharinenkirchplatz beheimatete von 1904 bis 1907 eine Hilfsschule und anschließend bis 1921 ein humanistisches Gymnasium. Nachfolgend nutzte die Stadtverwaltung das Haus unter anderem als Standesamt und weltliche Schule mit gemischten Klassen und ohne Religionsunterricht. 1933 zog die Kreisleitung der NSDAP in den repräsentativen Schulbau. Nach dem Zweiten Weltkrieg kam 1945 eine Sonderschule in der Gelehrtenschule unter. Es folgten das Schulverwaltungsamt und schließlich wieder das Standesamt als Nutzer.

## Bauwerk
Die Gelehrtenschule steht traufständig zum Katharinenkirchplatz beziehungsweise giebelständig zur Kirchgasse. Sie ist ein dreistöckiger Putzbau. Das Portal befindet sich in einem leicht vorspringenden Mittelrisalit und ist schlicht. Das Erdgeschoss wird von den oberen Stockwerken durch ein Gurtgesims optisch getrennt. Weiterhin ist der Putz im Erdgeschoss mit Nutungen horizontal gestaltet. Der Risalit weist beidseits jeweils zwei ionische Pilaster auf, die sich als Kolossalordnung über die zwei Obergeschosse erstrecken. Gleichartige Pilaster finden sich auch in der übrigen Fassadengestaltung der Obergeschosse zwischen den Fenstern. Die Rechteckfenster sind sechs- bzw. achtteilige Sprossenfenster. Sie sind profiliert umrandet. Die Umrandung weist in den oberen Stockwerken außerhalb des Risalits jeweils Schlusssteine auf. Im Risalit sind die Schlusssteine zusätzlich mit Bekrönungen versehen. Unterhalb der Fenster des Obergeschosses sind rechteckige Blenden eingearbeitet. Das Traufgesims ist mehrfach profiliert und um die Pilaster herum verkröpft. Das Mansarddach ist krüppelig abgewalmt. Mittig über dem Risalit befindet sich eine das Stadtwappen tragende Kartusche. Weiterhin gibt es mehrere Dachgauben. Das Dach ist mit Biberschwänzen eingedeckt. Im Keller, welcher teilweise von Vorgängerbauten stammt, gibt es typische Tonnengewölbe.